# Mario Theissen
Pour les articles homonymes, voir Theissen.
Mario Theissen est un ingénieur allemand né le 17 août 1952 à Montjoie en Allemagne. Il a été directeur de l'écurie de Formule 1 BMW Sauber F1 Team ainsi que de BMW Motorsport où Jens Marquardt lui succède en juillet 2011.

## Biographie
Ingénieur chez BMW depuis 1977, Mario Theissen est nommé en avril 1999 codirecteur de BMW Motorsport. Il partage dans un premier temps ses responsabilités avec l'ancien pilote de Formule 1 autrichien Gerhard Berger, et sa fonction est alors essentiellement de diriger la partie technique de BMW Motorsport, tandis que Berger a surtout en charge les aspects sportifs. L'arrivée de Theissen intervient dans une période de forte activité pour la marque bavaroise, engagée notamment aux 24 heures du Mans (victoire en juin 1999) mais qui est surtout en train de préparer son retour en Formule 1 puisqu'un accord a été signé avec l'équipe Williams dès 1998, en vue d'un partenariat à partir de la saison 2000.
En 2003, la prise de recul progressive de Gerhard Berger permet à Mario Theissen de devenir l'unique directeur de BMW Motorsport, et d'accéder à des responsabilités qui dépassent le strict cadre technique. C'est également à cette période que les rapports entre BMW et Williams commencent à se détériorer, Mario Theissen n'hésitant pas à critiquer publiquement les insuffisances de son partenaire. 
En 2005, tandis que la dégradation des rapports entre Williams et BMW a atteint un point de non retour, Mario Theissen parvient à convaincre les dirigeants de BMW de ne plus se limiter au rôle de motoriste, mais de devenir constructeur de Formule 1 à part entière. En juin 2005, BMW rachète l'écurie suisse Sauber pour donner naissance à partir de la saison 2006 au BMW Sauber F1 Team, dont Mario Theissen est logiquement nommé directeur. Pour sa première saison, l'écurie termine cinquième du championnat des constructeurs.